# Steve Buckley
Steve Buckley (Orpington, 6 januari 1959) is een Britse jazzsaxofonist, basklarinettist en pennywhistler.

## Biografie
Buckley nam vanaf 10-jarige leeftijd klarinetlessen bij Cyril Chapman (van het Royal Philharmonia Orchestra) en later bij Colin Courtney (Royal College of Music). Tussen 14- en 18-jarige leeftijd was hij lid van het Bromley Symphony Orchestra. Onder de indruk van Charlie Parker speelde hij vanaf 16-jarige leeftijd ook saxofoon. Hij studeerde aardwetenschappen aan de Universiteit van Leeds, voordat hij aan een carrière als muzikant begon. Buckley is sinds 1985 een belangrijk lid van de Loose Tubes. Daarna maakte hij deel uit van Human Chain. Hij speelde ook in Ashley Slaters Microgroove en Django Bates' Delightful Precipice. Met trompettist Chris Batchelor leidde hij bands en bracht hij drie albums uit. In 2006 ontvingen ze de BBC Jazz on 3-prijs voor hun werk met Ten Tall Tales. Buckley bleef samenwerken met John Taylor, Julian Argüelles, Eddie Parker, Steve Noble, Billy Jenkins, Huw Warren, Christine Tobin, Colin Towns, Gene Calderazzo, Kit Downes, Mike Outram, Mark Lockheart, Joseph Jarman, Jonathon Joseph en Leroy Jenkins. Hij werkte ook samen met Braziliaanse en Afrikaanse muzikanten in bands als Bosco D'Oliveras Grupo Folia, The Pan-African Orchestra, Kakatsitsi en Massukos. Hij gaf les aan het Truro Jazz College, Plymouth University.

## Discografie

### Als leader
- 1995: The Whole and the Half met Chris Batchelor (FMR)
- 1995: Bad Gleichenberg Festival-Edition Vol. 3 met Noble/Marshall
- 1996: Bud Moon met Noble/Marshall (Ping Pong)
- 1999: Life As We Know It met Chris Batchelor (Babel)
- 2008: Big Air met Chris Batchelor (Babel)

Met Loose Tubes
- 1985: Loose Tubes (Loose Tubes)
- 1986: Delightful Precipice (Loose Tubes)
- 1988: Open Letter (Editions EG)
- 2010: Dancing On Frith Street (Lost Marble)
- 2012: Sad Afrika (Lost Marble)
- 2015: Arriving (Lost Marble)

### Als sideman
Met Django Bates
- 1990: Music for the Third Policeman (Ah Um)
- 1993: Summer Fruits (and Unrest) (JMT)
- 1995: Winter Truce (and Homes Blaze) (JMT)

Met anderen
- 1991: Aster Aweke, Kabu (Columbia)
- 1985: Billy Jenkins, Beyond E Major (Allmusic)
- 1987: Billy Jenkins, Scratches of Spain (Thin Sliced)
- 1988: Human Chain, Cashin' in! (Editions EG)
- 1996: Marxman, Time Capsule (More Rockers)
- 2001: Jeb Loy Nichols, Just What Time It Is (Trama)
- 2004: Oriole, Song for the Sleeping (F-IRE)
- 2002: Ashley Slater, Ashley Slater's Big Lounge (Plush)
- 1996: Christine Tobin, Yell of the Gazelle (Babel)
- 1997: Huw Warren, A Barrel Organ Far from Home (Babel)